# Mauri Kunnas
Mauri Kunnas (født 11. februar 1950) er en finsk børnebogsforfatter, illustrator og tegneserietegner. Han har lavet flere populære børnebøger og tegneserier med humoristiske dyrefigurer. Enkelte af bøgerne og hans serier er udgivet på norsk. 